# Mieusset
Ateliers de Construction Mécanique et d’Automobiles Mieusset war ein französischer Hersteller von Automobilen, Lastkraftwagen und Feuerwehrfahrzeugen.

## Unternehmensgeschichte

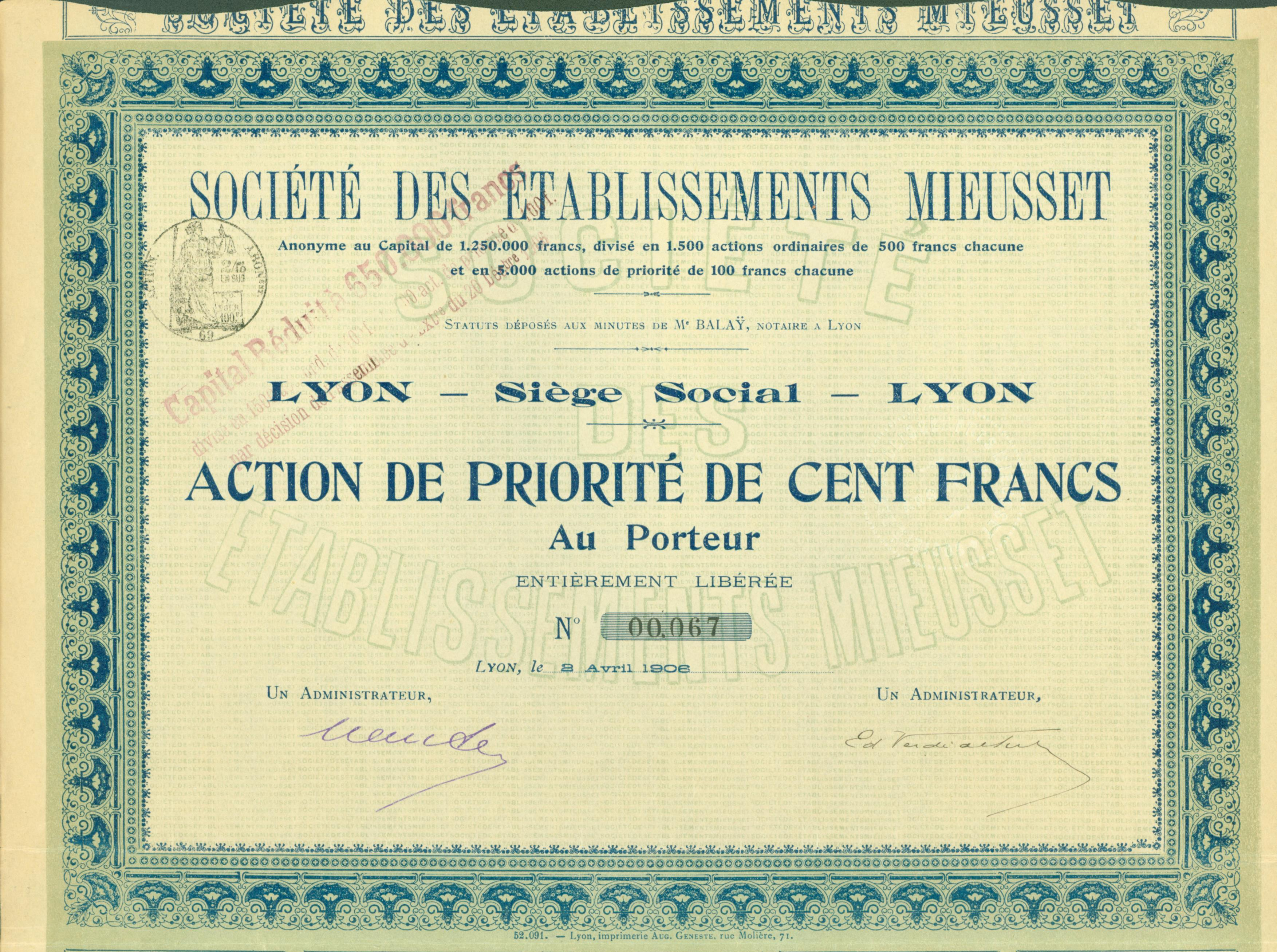
Vorzugsaktie der Société des Etablissements Mieusset vom 2. April 1906

Claude Mieusset gründete 1867 in Lyon ein Unternehmen zur Produktion von Feuerlöschpumpen. 1898 entstand ein erstes Automobil, und 1903 begann die Produktion von Automobilen, seit 1906 in der neugegründeten Aktiengesellschaft Société des Établissements Mieusset mit Sitz in Lyon. Der Markenname lautete Mieusset.
Mit zunehmender Leistung der produzierten Motoren wurde die Produktion auch auf Nutzfahrzeuge und Motorboote ausgedehnt. Nach Konkurs im Jahr 1910 wandte sich das Nachfolgeunternehmen Mieusset Père et Fils der Produktion von Feuerwehrfahrzeugen zu.
Der Erste Weltkrieg leitete das Firmenende ein: Vincent Mieusset, Sohn des Firmengründers, erlitt im Schützengraben eine Gasvergiftung und verstarb 1924. Bereits 1914 endete die Automobilproduktion und 1925 die Nutzfahrzeugproduktion. 1929 wurde das Unternehmen von Maheu-Labrosse aufgekauft.

## Fahrzeuge

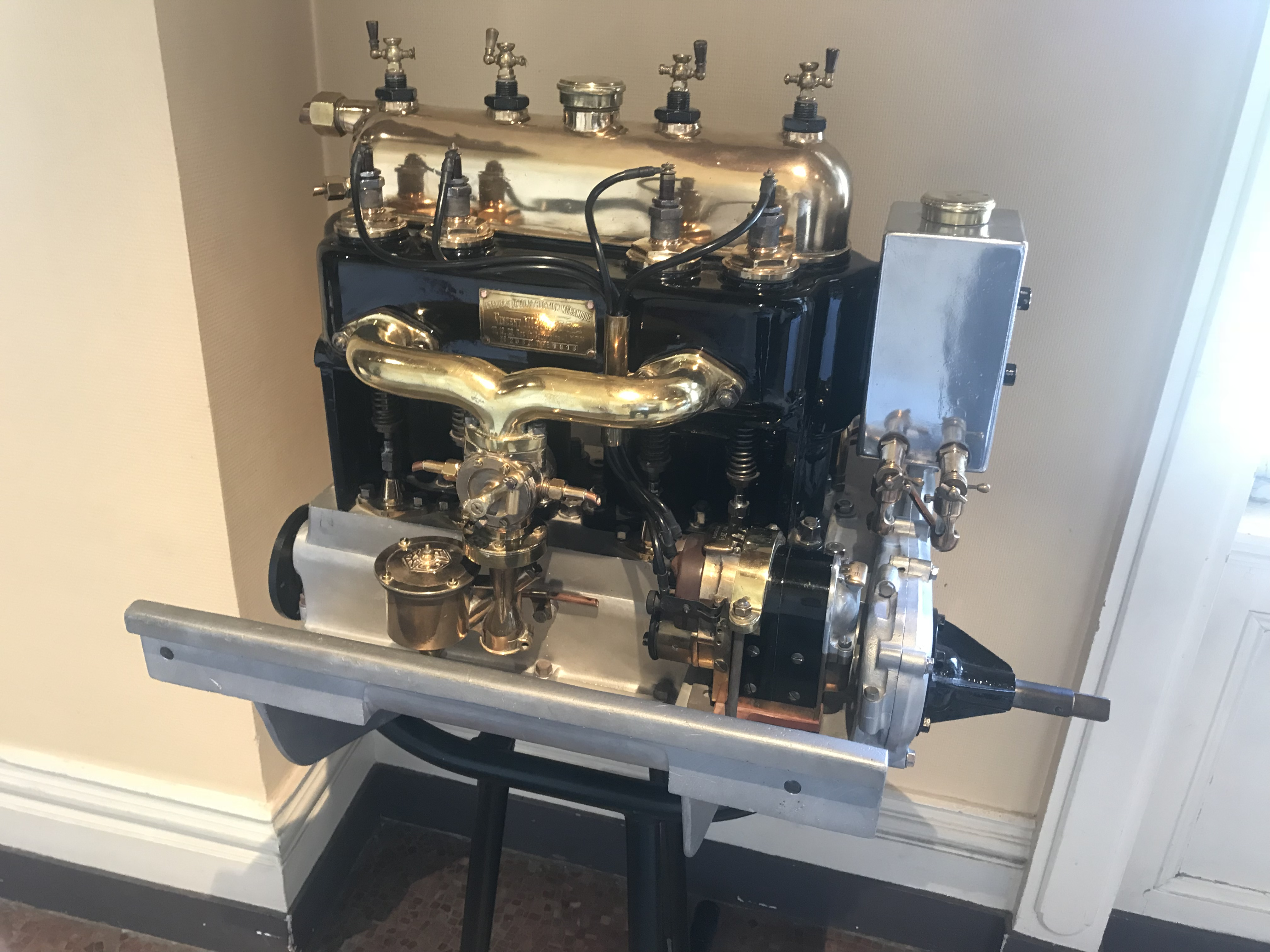
Mieusset-Vierzylindermotor (1916) im Musée Henri Malartre

1903 bestand das Angebot aus dem Einzylindermodell 6 CV, wahlweise mit Ketten- oder Kardanantrieb, dem Zweizylindermodell 8/12 CV sowie den Vierzylindermodellen 12/16 CV, 16/20 CV und 20/25 CV mit Kettenantrieb. 1906 folgten die großen Vierzylindermodelle 40 CV und 60 CV, die ohne große Änderungen bis 1914 produziert wurden. Im letzten Jahr bestand das Angebot aus acht verschiedenen Vierzylindermodellen vom 12/16 CV bis zum 60/80 CV.